# Ружицкий, Людомир
Людомир Ружицкий (пол. Ludomir Różycki; 18 сентября 1883, Варшава — 1 января 1953, Катовице) — польский композитор, музыкальный педагог. Лауреат Государственной премии ПНР 1-й степени (1952).

## Биография
Родился в семье профессора варшавской консерватории. Его отец Александр Ружицкий был выдающимся пианистом-педагогом, автором известной книги «Фортепианная школа».
Учился в Варшавской консерватории под руководством А. Михаловского (фортепиано) и С. Носковского (композиция).
В 1904, окончив с отличием консерваторию, отправился в Берлин совершенствовать своё мастерство. В течение 3 лет был слушателем Meisterschule в Королевской академической высшей школе музыки под руководством Э. Хумпердинка.
Представитель Молодой Польши. В 1905 вместе с Каролем Шимановским, Гжегожем Фительбергом и Аполинарием Шелюто создал Союз молодых польских композиторов.
В 1909—1912 — дирижёр и профессор консерватории во Львове. Затем Ружицкий отправляется в турне по Европе, не прерывая при этом своей творческой работы. Он посетил Германию, Швейцарию, Италию, Францию.
В 1918 — дирижёр варшавской оперы, а в 1912—1919 гг. — преимущественно жил в Берлине, где его застала первая мировая война. В 1919 году Ружицкий, ставший известным композитором с мировым именем, возвращается в Варшаву. Здесь он живёт вплоть до 1944.
После освобождения Польши от немецкой оккупации Ружицкий переехал в Катовице, где оставался до конца своих дней, преподавая в местной консерватории.

## Творчество

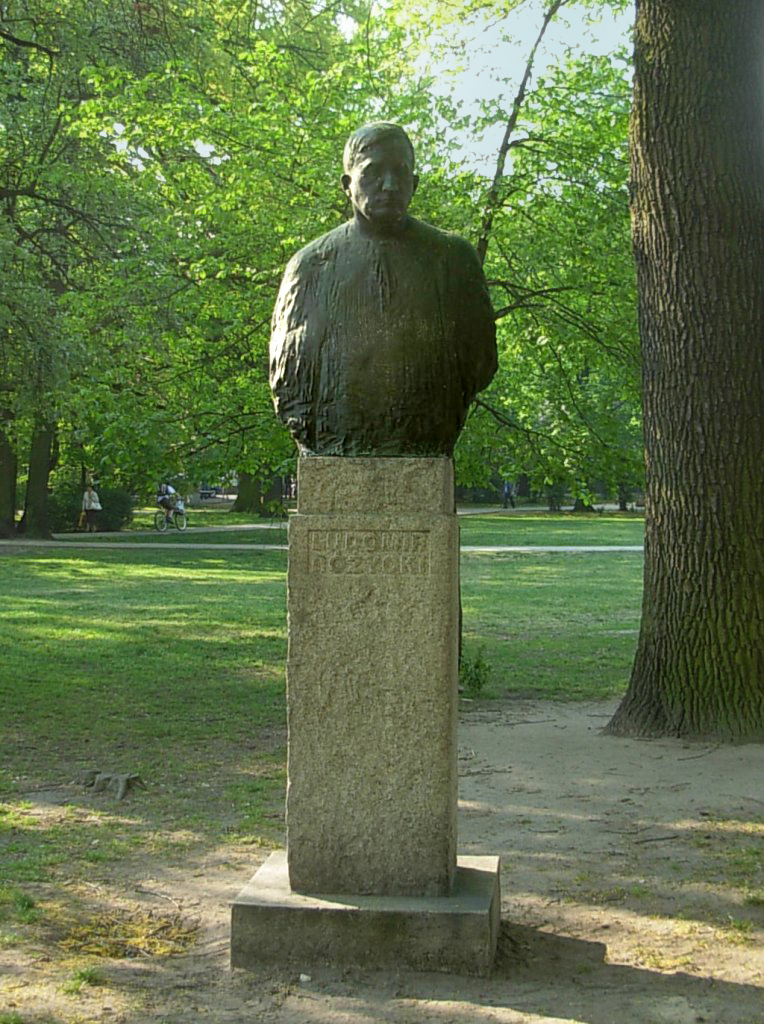
Бюст композитора Л. Ружицкого в г. Быдгощ

В богатом творческом наследии Ружицкого — шесть опер («Казанова», «Эрос и Психея» (1916) и др.), одна оперетта, два балета (в том числе известный балет «Пан Твардовский» (по роману Ю. И. Крашевского, 1920), девять симфонических поэм (в том числе «Станчик», «Анхелла», «Варшавянка», «Освобожденная Варшава»), «Характерную сюиту» для оркестра, два фортепианных концерта, камерные и фортепианные произведения, песни.
Его музыке свойственно гармоническое богатство, насыщенность и яркость инструментовки, прекрасное чувство формы, широкое использование технических возможностей инструментов и — при всем этом — чисто польский характер всех его произведений.
Стилистика его произведений отличается ярким национальным колоритом.